# Bataille d'oNdini
Guerre civile zouloue de 1883-1884
Batailles
Guerre civile zouloue de 1883-1884
- Msebe
- oNdini
- Tshaneni

Rébellion des uSuthu de 1887-1888
- Ceza
- Ivuna
- Hlophekhulu

La bataille d'oNdini est livrée le 21 juillet 1883 au KwaZulu-Natal en Afrique du Sud, pendant la guerre civile zouloue de 1883-1884. Ce conflit oppose les uSuthu, les partisans du roi Cetshwayo kaMpande exilé de son royaume à l'issue de la guerre anglo-zouloue de 1879 et restauré sur son trône par les Britanniques en janvier 1883, aux Mandlakazi, un clan dissident, dont le chef Zibhebhu kaMaphitha, cousin de Cetshwayo, aspire à l'indépendance. Les Mandlakazi, auxquels se sont joints les Ngenetsheni attaquent oNdini, la capitale du royaume zoulou et écrasent les uSuthu.

## Sources
- (en) John Laband, The atlas of the later Zulu wars : 1883-1888, Pietermaritzburg Johannesburg, University of Natal Press Distributed by Thorold's Africana Books, 2001, 140 p. (ISBN 978-0-869-80998-3)
- (en) Ian Knight, Great Zulu battles, 1838-1906, Edison, N.J, Castle Books, 2003, 224 p. (ISBN 978-0-785-81569-3)